# Septoria erigerontis
Septoria erigerontis Peck – gatunek grzybów z klasy Dothideomycetes. Grzyb mikroskopijny pasożytujący na przymiotnie białym (Erigeron annuus) i wywołujący u niego plamistość liści.

## Systematyka i nazewnictwo
Pozycja w klasyfikacji według Index Fungorum: Septoria, Mycosphaerellaceae, Capnodiales, Dothideomycetidae, Dothideomycetes, Pezizomycotina, Ascomycota, Fungi.
Gatunek ten opisał Charles Horton Peck  w 1871 r. na liściach przymiotna białego w Nowym Jorku. Według Index Fungorum jest to takson niepewny.

## Charakterystyka
Objawy na liściuW miejscach rozwoju grzybni na górnej stronie liści tworzą się plamy o średnicy 2–5 mm. Są mniej więcej okrągłe, brązowe, szarobrązowe z brązowo-purpurową lub brązowofioletową obwódką, potem ich środek staje się biały lub szarobiały. Czasem łączą się z sobą.
Cechy mikroskopoweGrzybnia rozwija się w tkance miękiszowej wewnątrz liści. Bardzo liczne pyknidia występują na górnej liścia. Mają średnicę 84–142 μm. Ostiole pojedyncze, o średnicy 16–36 μm, otoczone ciemniejszymi komórkami. Wewnątrz pyknidiów powstają nitkowate, proste, czasem nieco wygięte konidia o długości 20–62 μm i średnicy 1–2 μm. Mają 2–4 przegrody.
Występowanie
Występuje w wielu krajach Europy, także Ameryce Północnej (USA, Kanada), Rosji i w Australii. Monofag. W piśmiennictwie naukowym na terenie Polski podano 8 stanowisk. Jego żywicielem jest przymiotno białe.